# 1866 en photographie
| Années de la photographie : 1863 - 1864 - 1865 - 1866 - 1867 - 1868 - 1869    |
| Décennies de la photographie : 1830 - 1840 - 1850 - 1860 - 1870 - 1880 - 1890 |

Cet article présente les faits marquants de l'année 1866 en photographie.

## Événements
- John Henry Dallmeyer met au point l'Aplanat, un objectif photographique constitué de deux doublets accolés[1].
- Kizu Kōkichi installe son studio photographique à Hakodate sur l'île de Hokkaidō.
- Une planchette photographique est employée pour réaliser les clichés panoramiques du château de Pierrefonds[2].
- 27 juillet : Émilien de Nieuwerkerke, surintendant des Beaux-Arts, interdit par arrêté toute opération photographique dans l’enceinte du musée du Louvre à Paris[3].

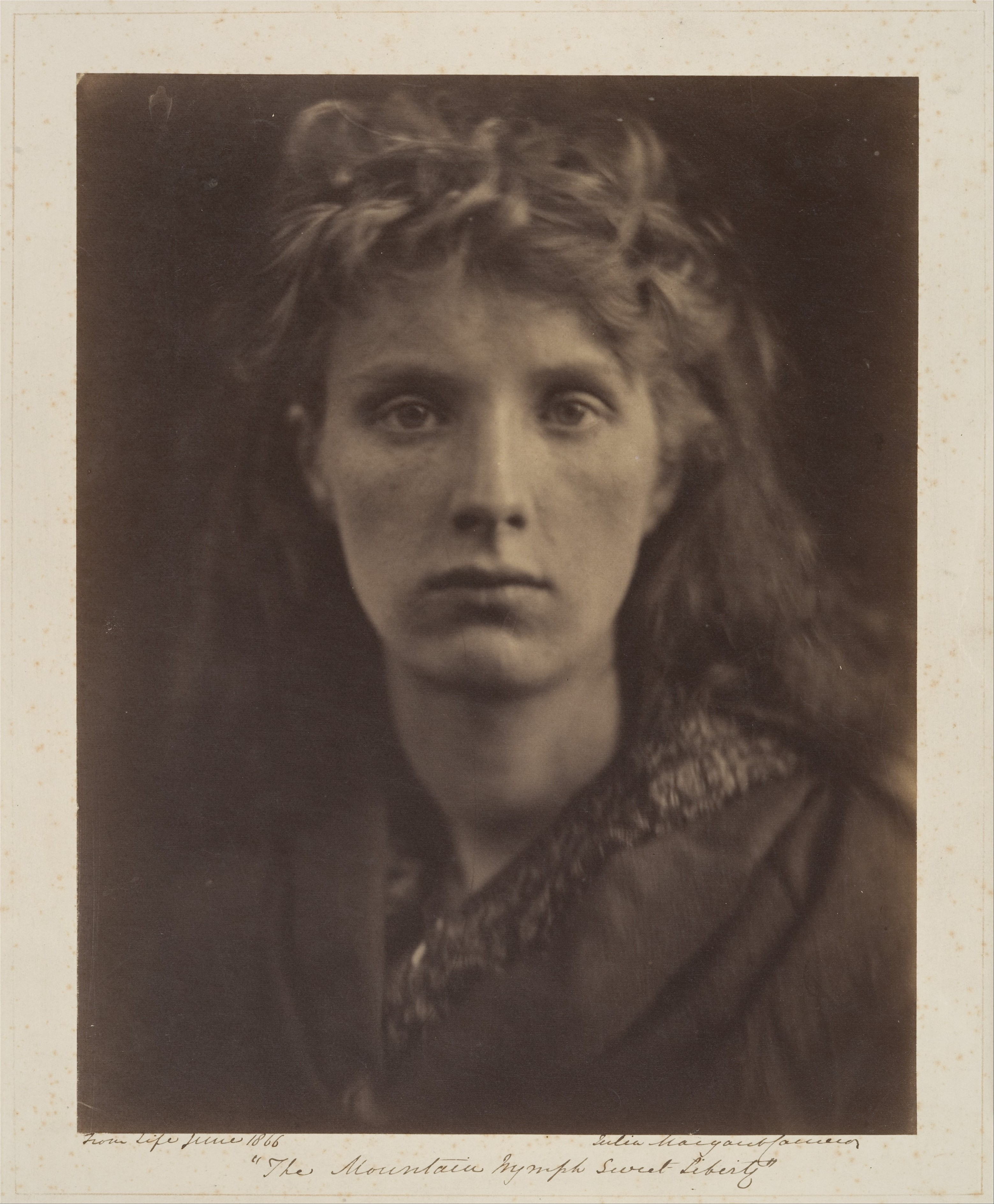
Julia Margaret Cameron, The Mountain Nymph Sweet Liberty, épreuve à l'albumine argentique à partir d'un négatif en verre.

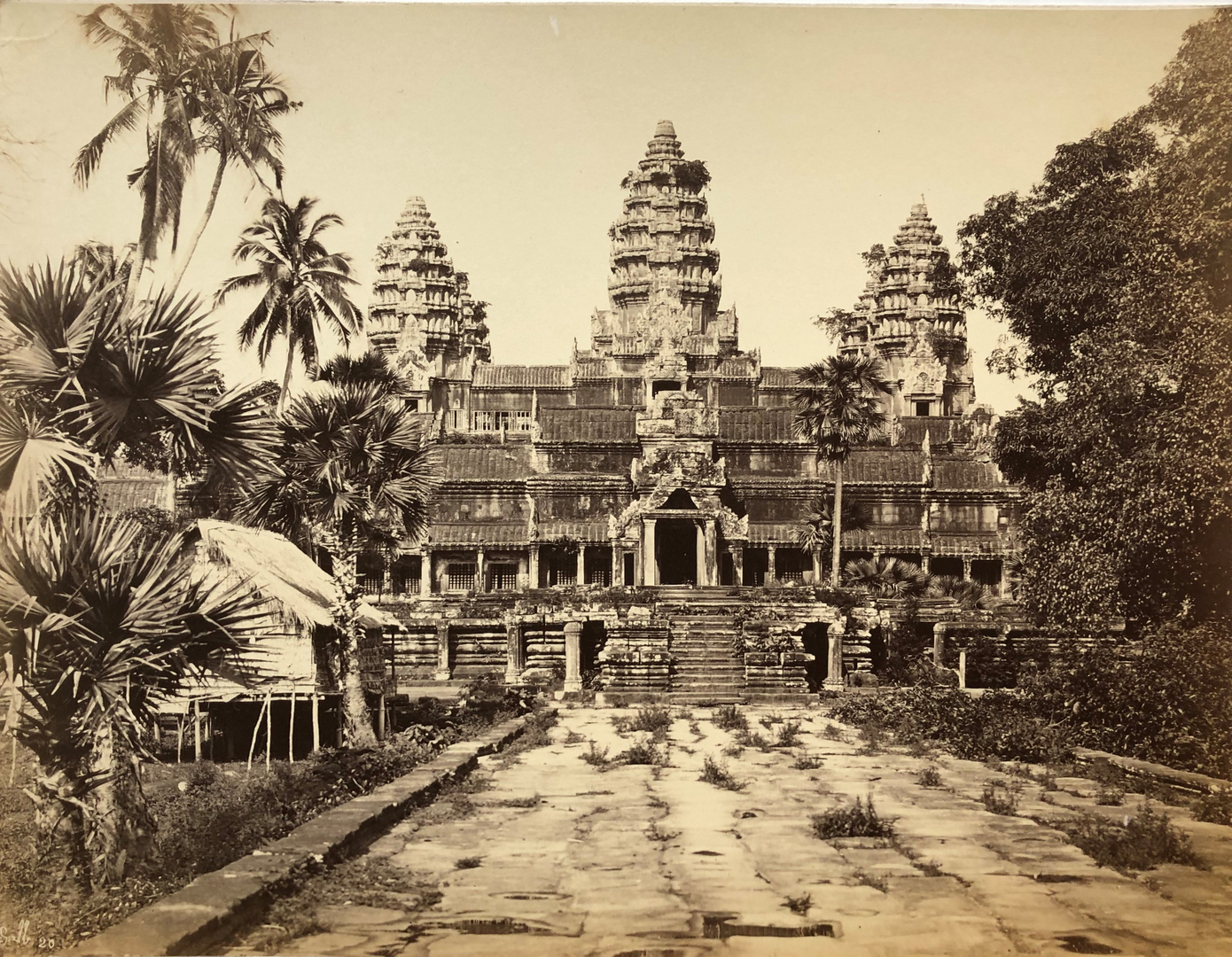
Émile Gsell, Vue du temple d'Angkor.

## Photographies notables
- juin - octobre : à la demande d'Ernest Doudart de Lagrée, responsable de la Mission d'exploration du Mékong, Émile Gsell photographie le site d'Angkor au Cambodge[4].

## Livres de photographies
- Alexandre Gardner publie à Washington Gardner's Photographic Sketch Book of the Civil War, deux volumes contenant chacun 50 photographies de la guerre de Sécession, prises par Gardner, Timothy O'Sullivan, Mathew Brady et une dizaine d'autres photographes ; pour chacune, Gardner crédite aussi bien l'auteur du négatif que l'auteur du tirage[5],[6].
- George N. Barnard, Photographic views of Sherman's campaign : from negatives taken in the field, New York, Press of Wynkoop & Hallenbeck, 30 p. (lire en ligne) : photographies prises pendant la guerre de Sécession ; 61 tirages à l'albumine consacrés où Barnard montre la dévastation de la guerre, avec des vues de Nashville, de la vallée de Chattanooga, d'Atlanta et de Savannah ; s'y ajoute un portrait en studio de William T. Sherman et de ses généraux.
- John Carbutt : Union Pacific Railroad, excursion to the 100th meridian, October 1866, Chicago ; avec 19 stéréographies prises le long de l'Union Pacific Railroad lors de ce voyage : portraits de groupe des participants à l'excursion ; vues d'un camp indien Pawnee ; vues du train, décoré de cornes d'élan et de drapeaux américains, au 100e méridien ; vue générale d'Omaha.
- Louise Laffon publie à Paris Album photographique des uniformes de l'armée française qui rassemble soixante-six photographies coloriées, avec l'indication : « Cet album [a été] photographié dans les usines de M. Alexis Godillot, fournisseur des armées »[7].

## Études, essais, articles
- Auguste Belloc, Traité d'un nouveau système de couleurs pour colorier les épreuves albuminées, Paris, Leiber, 1866, 63 p. (Lire en ligne).

## Naissances
- 21 janvier : Eugène Cattin, facteur et photographe suisse, mort le 8 mai 1947.
- 25 février : Heinrich Kühn, photographe autrichien, mort le 14 septembre 1944.
- 17 mars : Alice Austen, photographe amatrice américaine, morte le 9 juin 1952.
- 15 avril : Marie Høeg, photographe norvégienne, morte le 22 février 1949.
- 24 avril : Gaston Bouzanquet, photographe français, mort le 16 janvier 1937.
- 3 mai : 
  - Paul Robert, photographe français, spécialisé dans la photographie des monuments historiques, mort le 13 avril 1898.
  - Jean-Baptiste Tournassoud, militaire et photographe français, mort le 5 janvier 1951.
- 14 mai : Alice Boughton, photographe américaine, morte le 21 juin 1943.
- 23 juin : Georges Nitsch, architecte et photographe français, mort le 11 juin 1941.
- 2 juillet : Louis Mercier, photographe et éditeur français spécialisé dans la reproduction photographique d'œuvres d'art, mort le 26 mars 1928.
- 30 septembre : Charles Auguste Varsavaux, photographe portraitiste français, mort le 20 avril 1935.
- 5 novembre : M.H. Laddé, photographe et réalisateur de cinéma néerlandais, mort le 18 février 1932.
- 10 décembre : Jean Demmeni, militaire et photographe néerlandais, actif en Indonésie, mort le 16 janvier 1937.
- 27 décembre : Gaston Piprot, photographe et éditeur de cartes postales français, mort le 30 janvier 1921.
- Date précise inconnue :
  - Jadwiga Golcz, photographe polonaise, morte en 1936.
  - William James, photographe britannico-canadien, mort le 18 novembre 1948.
  - Kashima Seibei, photographe japonais, mort le 6 août 1924.

## Décès
- 4 février : Henri Marcellin Auguste Bougenier, peintre et photographe français, né le 2 janvier 1799.
- 4 mai : Julien Vallou de Villeneuve, peintre, lithographe et photographe français, né le 12 décembre 1795.
- 25 juillet : Brita Sofía Hesselius, née le 12 juin 1801.
- 16 août : Orrin Freeman, photographe français en Chine et au Japon, né le 9 septembre 1830.
- Date précise inconnue : 
  - Sarah Anne Bright, peintre et photographe britannique, née en1793.
  - Horie Kuwajirō, photographe japonais, né en 1831.